# Bunica (Zengg)
Bunica falu Horvátországban, Lika-Zengg megyében. Közigazgatásilag Zengghez tartozik.

## Fekvése
Zengg központjától 5 km-re északra, a tengerparton a 8-as számú Adria-parti főút mentén fekszik. Kempingje a főút kanyarulata és a kis tengeröböl között található, míg lakóházai a főúttól nyugatra húzódó kelet-nyugati irányú völgyben épültek.

## Története
A településnek csak 2011 óta számlálják önállóan a lakosságát, akik főként a turizmusból élnek. 2011-ben 85 lakosa volt.